# Tarcisius Ngalalekumtwa

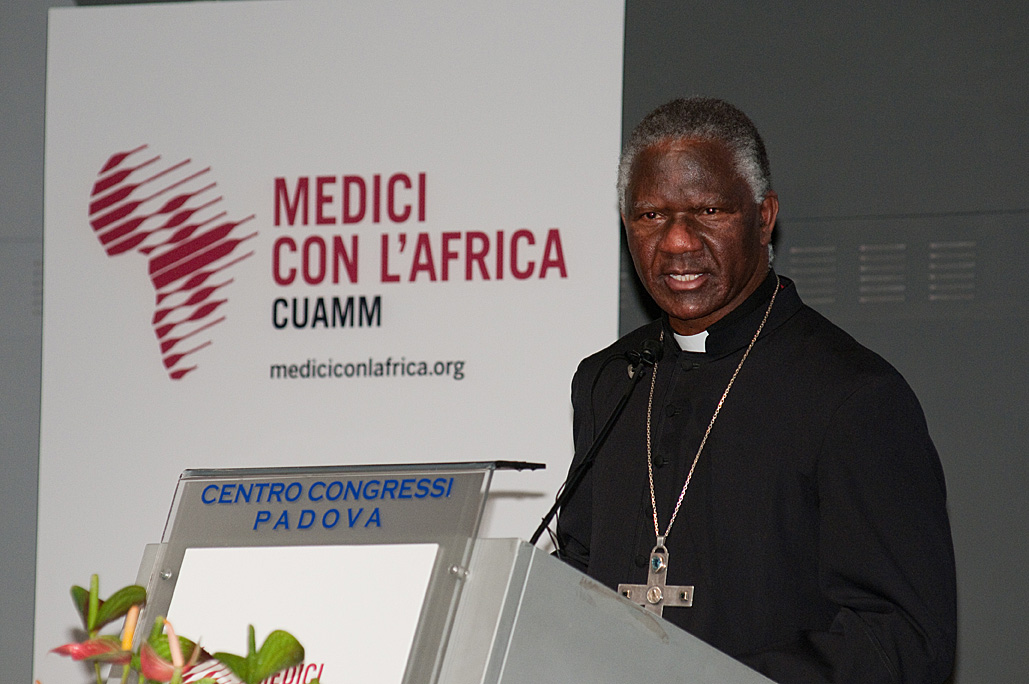
Tarcisius Ngalalekumtwa, 2010

Tarcisius Ngalalekumtwa (* 25. Oktober 1948 in Banawanu) ist ein tansanischer Geistlicher und emeritierter römisch-katholischer Bischof von Iringa.

## Leben
Tarcisius Ngalalekumtwa empfing am 17. April 1973 die Priesterweihe für das Bistum Iringa.
Papst Johannes Paul II. ernannte ihn am 12. Februar 1988 zum Koadjutorbischof von Sumbawanga. Der Papst persönlich spendete ihm am 6. Januar des folgenden Jahres die Bischofsweihe; Mitkonsekratoren waren Edward Idris Cassidy, Substitut des Staatssekretariates, und José Tomás Sánchez, Sekretär der Kongregation für die Evangelisierung der Völker.
Am 21. November 1992 wurde er zum Bischof von Iringa ernannt. Vom 15. Mai 2013 bis zum 18. Mai 2014, dem Tage der Amtseinführung von Bischof Damian Dallu, war er zusätzlich Apostolischer Administrator sede vacante et ad nutum Sanctae Sedis von Songea.
Papst Franziskus nahm am 28. Januar 2025 seinen altersbedingten Rücktritt an.